# Ida B. Wells
Ida Bell Wells-Barnett, también conocida como Ida B. Wells (Holly Springs, Misisipi, 16 de julio de 1862-Chicago, Illinois, 25 de marzo de 1931), fue una periodista y activista afroestadounidense. Formó parte del movimiento sufragista y fue cofundadora de la Asociación Nacional para el Progreso de las Personas de Color dedicada a la defensa de los derechos civiles y a los derechos de la mujer en Estados Unidos. Fue precursora del periodismo de investigación, documentando cientos de casos de linchamientos raciales, y por este trabajo periodístico recibió a título póstumo el premio Pulitzer en el año 2020.

## Biografía
Ida Wells-Barnett nació en Holly Springs, Mississipi (Estados Unidos). Hija de John Wells, carpintero, y de Elizabeth Warrenton Wells, cocinera, ambos esclavos hasta su liberación tras la Guerra de Secesión. A la edad de catorce años perdió a sus padres y a un hermano de nueve años, fallecidos por fiebre amarilla durante una epidemia que asolaba el sur de Estados Unidos. Después de los funerales, el entorno próximo a la familia decidió repartir a los seis hermanos restantes entre diferentes tíos y tías. A Wells no le pareció buena idea que la familia se separase y para ello decidió ir al instituto y encontrar trabajo como profesora en un colegio para personas negras. A pesar de las dificultades, pudo continuar su educación trabajando en el Rust College en Holly Springs.
En 1880, con dieciocho años, Wells se trasladó a Memphis con sus hermanos, a excepción de uno de quince años. Allí obtuvo un trabajo de verano y cuando le era posible acudía a las sesiones de verano de la Fisk University en Nashville. 

## Trayectoria activista
Ida B. Wells mantenía públicamente unas fuertes convicciones políticas acerca de los derechos de la mujer y en contra de la segregación racial que provocó muchas reacciones contra ella, llegando, incluso, a poner en peligro su vida.
Se convirtió en una figura pública en Memphis al liderar en 1884 una campaña en contra de la segregación en el ferrocarril local, cuando un conductor de la Chesapeake, Ohio & South Western Railroad Company (Compañía de ferrocarriles) le obligó a cederle un sitio a un hombre blanco mandándola al vagón de las personas negras, que estaba a rebosar. Así fue como Wells se negó a ceder su sitio 71 años antes de que Rosa Parks lo hiciera. 
La Civil Rights Act of 1875 (Ley de derechos civiles de 1875), que prohibía la discriminación por raza, credo o color en teatros, hoteles, transportes u otros lugares públicos fue declarada inconstitucional en los Civil Rights Cases (Casos de Derechos Civiles) de 1883 y muchas de las compañías de ferrocarriles podían continuar con la segregación racial de sus pasajeros. Sin embargo, cuando Ida B. Well regresó a Memphis, inmediatamente contrató a un abogado para demandar a la compañía de ferrocarril, ganó el caso en el tribunal local, pero la compañía apeló en la Corte Suprema de Tennessee la cual dio la vuelta a la sentencia. Fue aquí cuando Well empezó a escribir bajo el pseudónimo de Iola.
Por otra parte, durante las manifestaciones por el derecho al voto de la mujer, Well se opuso a la segregación negándose a ponerse detrás de la marcha por ser negra, un gesto que le hizo ganar reconocimiento. En 1889 empezó a trabajar de redactora al tiempo que se convirtió en copropietaria del periódico Free Speech (Libertad de expresión) en contra de la segregación que se publicaba en Memphis.  

### Investigación sobre linchamientos
En 1892 una muchedumbre se llevó por la fuerza a tres hombres negros de una cárcel de Memphis a un descampado cercano y los asesinó brutalmente. Uno de ellos era Thomas Moss, un amigo muy querido de Ida B. Wells. Wells no se quedó con la versión oficial y quiso saber lo que había ocurrido realmente. Sus investigaciones le llevaron a averiguar que detrás de este linchamiento había razones económicas. Descubrió que la prosperidad del negocio propiedad de su amigo preocupaba a un competidor blanco, que no dudó en utilizar un incidente entre un chaval negro y otro blanco para acusarle, junto a otros vecinos negros del barrio, de estar involucrados en una "conspiración de blancos". Tras el asesinato, una multitud de blancos destrozó el negocio de Moss que después pasó a manos de su competidor en una subasta. Estos acontecimientos conmocionaron a Wells, que continuó investigando otros hechos de similar naturaleza.  
Con este fin, Ida B. Wells estuvo viajando por el sur del país buscando testimonios y documentación, haciendo lo que hoy se conoce como periodismo de investigación, en un momento en que el género no estaba aún desarrollado. En sus artículos publicaba el resultado de sus pesquisas. En concreto, en 1892 publicó un famoso panfleto titulado: Southern Horrors: Lynch Law in All Its Phases (Los horrores del sur: La ley de linchamiento en todas sus fases), que junto a otro titulado A Red Record (Un logro rojo), fueron el inicio de su documentada investigación y campaña contra los linchamientos. Habiendo contrastado diferentes casos de linchamiento de hombres negros acusados de violar a mujeres blancas, concluyó que en el sur de Estados Unidos se utilizaba la excusa de supuestas violaciones para provocar esta forma de ejecución sin mediación del sistema judicial. Argumentaba que detrás estaba la reacción de personas blancas que se sentían amenazadas por el progreso económico de las personas afroamericanas, y en su percepción de superioridad blanca respecto a la inferioridad innata del hombre negro.
Sacar a la luz todo esto puso en peligro su vida y Wells se vio obligada a abandonar la ciudad y trasladarse a Chicago. Muchas personas afroamericanas decidieron también irse de la ciudad mientras otras organizaron boicots a los negocios segregacionistas.
Wells y más líderes negros organizaron en 1893 un boicot a la Exposición Mundial Colombina de Chicago con un panfleto repartido durante la misma cuyo título era Why the Colored American Is Not in the World's Columbian Exposition (Por qué los americanos de color no están en la Exposición Universal de Chicago) y que detallaban en inglés y otros idiomas el linchamiento a los negros que se estaban produciendo en el sur del país. Wells comentó al abolicionista, activista por los derechos civiles e ideólogo blanco, Albion Tourgée, que habían repartido en la feria 2.000 copias del panfleto.
Ese mismo año, 1893, Wells volvió a ponerse en contacto con Tourgée para pedirle ayuda legal gratuita respecto a un pleito difamatorio contra dos abogados negros de Memphis. Tourgée no pudo asumir el trabajo, pero lo derivó a su amigo, también abogado y defensor de los derechos civiles, además de periodista, Ferdinand Lee Barnett, que aceptó el caso. Dos años después Wells y Barnett contrajeron matrimonio siendo una de las primeras mujeres estadounidenses en conservar su propio apellido junto con el de su marido, algo inusual en la época.
En 1892, auspiciada por la activista británica en contra de la discriminación racial, Catherine Impey, Wells fue a Gran Bretaña. Impey era una opositora del imperialismo y defensora de la igualdad, que quería dar a conocer a la opinión pública de su país el linchamiento de que estaban siendo víctimas los hombres negros. Ambas fundaron la Sociedad para el Reconocimiento de la Hermandad Universal del Ser Humano. La exposición de la situación por parte de Wells estuvo acompañada de una foto de niños blancos pasando por debajo del cadáver de un hombre negro colgado; sin embargo, el público reaccionó con escepticismo y le pagaron tan poco que apenas pudo pagar los gastos del viaje. 
En 1928, después de jubilarse, Wells escribió su autobiografía titulada Crusade for Justice (Cruzada por la justicia). Falleció el 25 de marzo de 1931 a causa de una uremia a la edad de 68 años.

## Reconocimientos
En 2020, casi noventa años después de su fallecimiento, le fue otorgada una mención especial póstuma de los Premios Pulitzer “por su excelente y valerosa investigación de la horrible y despiadada violencia contra los afroamericanos durante la era de los linchamientos”. reconociéndose su labor pionera en el periodismo de investigación y su lucha por los derechos civiles.
En 2022, la empresa Mattel incluyó a Wells en el panteón de mujeres distinguidas con una muñeca Barbie que la representa:  resplandeciente en un vestido largo azul oscuro con lazos, tiene además una réplica en miniatura del Memphis Free Speech, el periódico del que fue editora y copropietaria en 1889.